# Dănila, Suceava
Dănila (germană Danilla) este un sat în comuna Dărmănești din județul Suceava, Bucovina, România.

## Istoric
În anul 1774, când nordul Moldovei (Bucovina) a fost anexat de Imperiul Habsburgic, teritoriul actualului sat Dănila de pe pârâul cu același nume era o seliște pustie. Acea seliște era cunoscută sub numele de Dănilești, cut al satului Măriței. După unele surse, denumirea satului Dănila ar proveni de la numele crâșmarului Dănilă Julei, care avea o crâșmă pe moșia Mănăstirii Ilișești, de care ținea și teritoriul actualului sat Dănila.
În anul 1783 au fost colonizate aici câteva familii de ruteni originare din Galiția, care se ocupau inițial cu agricultura și cu creșterea vitelor. Rutenii colonizați aici au fost scutiți de obligativitatea serviciului militar, care nu s-a făcut aici până în anul 1830.

## Recensământul din 1930
Componența etnică a satului Dănila
     Români (90,2%)
     Germani (4,6%)
     Evrei (1%)
     Ruși (1,25%)
     Ruteni (1,4%)
     Etnie nedeclarată (1,55%)
Componența confesională a satului Dănila
     Ortodocși (94,3%)
     Evanghelici\Luterani (0,7%)
     Romano-catolici (4%)
     Mozaici (1%)
Conform recensământului efectuat în 1930, populația satului Dănila se ridica la 908 locuitori. Majoritatea locuitorilor erau români (90,2%), cu o minoritate de germani (4,6%), una de ruși (1,25%), una de evrei (1,0%) și una de ruteni (1,4%). Restul locuitorilor nu au declarat etnia. Din punct de vedere confesional, majoritatea locuitorilor erau ortodocși (94,3%), dar existau și minorități de evanghelici\luterani (0,7%), romano-catolici (4,0%) și mozaici (1,0%). 

## Personalități
- Ștefan Tcaciuc (1936-2005) - deputat al minorității ucrainene în Parlamentul României (1990-1996, 2000-2005), scriitor

## Obiective turistice
- Biserica de lemn din Dănila - construită în 1786 în satul Costâna și mutată în 1812 în satul Dănila